# Фінал Кубка Стенлі 2015

Фінал Кубка Стенлі 2015 (англ. Stanley Cup Finals) — 122-й загалом фінал Кубка Стенлі та сезону 2014–2015 у НХЛ між командами «Тампа-Бей Лайтнінг» та «Чикаго Блекгокс». Фінальна серія стартувала 3 червня в Тампі, а фінішувала 15 червня перемогою «Чикаго Блекгокс».
У регулярному чемпіонаті «Тампа-Бей Лайтінг» фінішували другими в Атлантичному дивізіоні Східної конференції набравши 108 очок, а «Чикаго Блекгокс» посіли третє місце в Центральному дивізіоні Західної конференції з 103 очками.
У фінальній серії перемогу здобули «Чикаго Блекгокс» 4:2. Приз Кона Сміта (найкращого гравця фінальної серії) отримав захисник «Яструбів» Данкан Кіт.

## Шлях до фіналу
| Західна конференція     |          |                   |                   |                                                 |
| Стадія                  | Суперник | Суперник          | Загальний рахунок | Результати матчів                               |
| Чвертьфінал конференції | Ц2       | Нашвілл Предаторс | 4 : 2             | 4:3(2ОТ), 2:6, 4:2, 3:2(3ОТ), 2:5, 4:3          |
| Півфінал конференції    | ВК       | Міннесота Вайлд   | 4 : 0             | 4:3, 4:1, 1:0, 4:3                              |
| Фінал конференції       | Т1       | Анагайм Дакс      | 4 : 3             | 1:3, 3:2(3ОТ), 1:2, 5:4(2ОТ), 4:5(ОТ), 5:2, 5:3 |

| Східна конференція      |          |                    |                   |                                        |
| Стадія                  | Суперник | Суперник           | Загальний рахунок | Результати матчів                      |
| Чвертьфінал конференції | А3       | Детройт Ред Вінгс  | 4 : 3             | 2:3, 5:1, 0:3, 3:2(ОТ), 0:4, 5:2, 2:0  |
| Півфінал конференції    | А1       | Монреаль Канадієнс | 4 : 2             | 2:1(2ОТ), 6:2, 2:1, 2:6, 1:2, 4:1      |
| Фінал конференції       | С1       | Нью-Йорк Рейнджерс | 4 : 3             | 1:2, 6:2, 6:5 (ОТ), 1:5, 2:0, 3:7, 2:0 |

## Арени
| Чикаго            | Юнайтед-центр Амалі-аренаclass=notpageimage\| Арени фіналу Кубка Стенлі 2015 | Тампа             |
| Юнайтед-центр     | Юнайтед-центр Амалі-аренаclass=notpageimage\| Арени фіналу Кубка Стенлі 2015 | Амалі-арена       |
| Місткість: 19 717 | Юнайтед-центр Амалі-аренаclass=notpageimage\| Арени фіналу Кубка Стенлі 2015 | Місткість: 19 204 |
|                   | Юнайтед-центр Амалі-аренаclass=notpageimage\| Арени фіналу Кубка Стенлі 2015 |                   |

## Серія
| 3 червня 2015 20:00 | Тампа-Бей Лайтнінг | 1 : 2 (1:0, 0:0, 0:2) | Чикаго Блекгокс | Амалі-арена, Тампа Глядачів: 19 204 |

| Протокол              | Протокол                | Протокол                                        | Протокол      | Протокол |
| --------------------- | ----------------------- | ----------------------------------------------- | ------------- | -------- |
|                       | Бен Бішоп (00:00—58:38) | Голкіпери                                       | Корі Кроуфорд |          |
| Алекс Кіллорн (04:31) |                         | Теуво Терявяйнен (53:28) Антуан Верметт (55:26) |               |          |
| 6 хв.                 | Вилучення               | 4 хв.                                           |               |          |
| 23                    | Кидки                   | 21                                              |               |          |

| 6 червня 2015 19:15 | Тампа-Бей Лайтнінг | 4 : 3 (1:0, 2:2, 1:1) | Чикаго Блекгокс | Амалі-арена Глядачів: 19 204 |

| Протокол                                                                                     | Протокол                                                                              | Протокол                                                        | Протокол                    | Протокол |
| -------------------------------------------------------------------------------------------- | ------------------------------------------------------------------------------------- | --------------------------------------------------------------- | --------------------------- | -------- |
|                                                                                              | Бен Бішоп (00:00—47:17) (48:49—52:19) Андрій Василевський (47:17—48:49) (52:19—60:00) | Голкіпери                                                       | Корі Кроуфорд (00:00—57:56) |          |
| Седрік Пакетт (12:56) Микита Кучеров (26:52) Тайлер Джонсон (33:58) Джейсон Гаррісон (48:49) |                                                                                       | Ендрю Шоу (23:04) Теуво Терявяйнен (25:20) Брент Сібрук (43:38) |                             |          |
| 6 хв.                                                                                        | Вилучення                                                                             | 6 хв.                                                           |                             |          |
| 24                                                                                           | Кидки                                                                                 | 29                                                              |                             |          |

| 8 червня 2015 20:00 | Чикаго Блекгокс | 2 : 3 (1:1, 0:0, 1:2) | Тампа-Бей Лайтнінг | Юнайтед-центр, Чикаго Глядачів: 22 336 |

| Протокол                                  | Протокол                    | Протокол                                                          | Протокол  | Протокол |
| ----------------------------------------- | --------------------------- | ----------------------------------------------------------------- | --------- | -------- |
|                                           | Корі Кроуфорд (00:00—58:18) | Голкіпери                                                         | Бен Бішоп |          |
| Бред Річардс (14:22) Брендон Саад (44:14) |                             | Раєн Келлаген (05:09) Ондржей Палат (44:27) Седрік Пакетт (56:49) |           |          |
| 6 хв.                                     | Вилучення                   | 6 хв.                                                             |           |          |
| 38                                        | Кидки                       | 32                                                                |           |          |

| 10 червня 2015 20:00 | Чикаго Блекгокс | 2 : 1 (0:0, 1:1, 1:0) | Тампа-Бей Лайтнінг | Юнайтед-центр Глядачів: 22 354 |

| Протокол                                    | Протокол      | Протокол              | Протокол                          | Протокол |
| ------------------------------------------- | ------------- | --------------------- | --------------------------------- | -------- |
|                                             | Корі Кроуфорд | Голкіпери             | Андрій Василевський (00:00—58:31) |          |
| Джонатан Тейвз (26:40) Брендон Саад (46:22) |               | Алекс Кіллорн (31:47) |                                   |          |
| 8 хв.                                       | Вилучення     | 6 хв.                 |                                   |          |
| 19                                          | Кидки         | 25                    |                                   |          |

| 13 червня 2015 20:00 | Тампа-Бей Лайтнінг | 1 : 2 (0:1, 1:0, 0:1) | Чикаго Блекгокс | Амалі-арена Глядачів: 19 204 |

| Протокол                   | Протокол                              | Протокол                                   | Протокол      | Протокол |
| -------------------------- | ------------------------------------- | ------------------------------------------ | ------------- | -------- |
|                            | Бен Бішоп (00:00—58:57) (59:51—60:00) | Голкіпери                                  | Корі Кроуфорд |          |
| Валттері Фільппула (30:53) |                                       | Патрік Шарп (06:11) Антуан Верметт (42:00) |               |          |
| 4 хв.                      | Вилучення                             | 2 хв.                                      |               |          |
| 32                         | Кидки                                 | 29                                         |               |          |

| 15 червня 2015 20:00 | Чикаго Блекгокс | 2 : 0 (0:0, 1:0, 1:0) | Тампа-Бей Лайтнінг | Юнайтед-центр Глядачів: 22 424 |

| Протокол                               | Протокол      | Протокол  | Протокол                | Протокол |
| -------------------------------------- | ------------- | --------- | ----------------------- | -------- |
|                                        | Корі Кроуфорд | Голкіпери | Бен Бішоп (00:00—56:21) |          |
| Данкан Кіт (37:13) Патрік Кейн (54:46) |               |           |                         |          |
| 2 хв.                                  | Вилучення     | 6 хв.     |                         |          |
| 32                                     | Кидки         | 25        |                         |          |

| Володар Кубка Стенлі 2015    |
| ---------------------------- |
| Чикаго Блекгокс шостий титул |

## Володарі Кубка Стенлі
| Володарі Кубка Стенлі Чикаго Блекгокс | Воротарі: Скотт Дарлінг, Корі Кроуфорд Захисники: Данкан Кіт, Ніклас Яльмарссон, Давід Рундблад, Брент Сібрук, Кайл Каміскі, Джонні Одуя, Міхал Розсівал, Кіммо Тімонен, Тревор ван Рімсдайк Нападники: Патрік Шарп, Деніел Карчілло, Брендон Саад, Кріс Верстіг, Браєн Бікелл, Ендрю Шоу, Маріан Госса, Теуво Терявяйнен, Патрік Кейн, Ендрю Дюжарден, Маркус Крюгер, Джонатан Тейвз (К), Юакім Нордстрем, Антуан Верметт, Бред Річардс Головний тренер: Джоел Кенневілл Генеральний менеджер: Стен Боумен |